# Дель Пьеро, Алессандро
Алесса́ндро Дель Пье́ро (итал. Alessandro Del Piero; родился 9 ноября 1974 года в Конельяно) — итальянский футболист, выступавший на позиции нападающего. Почти всю карьеру провёл в «Ювентусе», защищая цвета этой команды на протяжении 19 лет (1993—2012), с середины 2002 года являлся капитаном команды. В составе сборной Италии в 2006 году стал чемпионом мира.
Включён в список 125 лучших футболистов по версии ФИФА, составленный Пеле в преддверии наступления нового столетия. 77-й в списке лучших футболистов XX века по версии журнала World Soccer. Также Алессандро вошёл в число лучших футболистов последнего полувека по версии Золотого юбилейного голосования УЕФА. В 2000 году он был самым высокооплачиваемым футболистом мира, если учитывать зарплату, бонусы и отчисления за рекламу. Бразильские футболисты Пато и Роналдиньо заявили, что Дель Пьеро — их кумир. Наряду с тремя наградами, полученными Дель Пьеро за джентльменскую игру, он стал обладателем почётной премии Golden Foot, вручаемой за персональные заслуги.
На поле он обычно занимал позицию оттянутого форварда, располагаясь между номинальными нападающим и полузащитником. Место на поле вблизи штрафной площадки соперника иногда называют «зоной Дель Пьеро» (итал. La Zona Del Piero), так как многие из своих голов Алессандро забил именно с этой дистанции.
В настоящее время футболист удерживает позицию лучшего бомбардира «Ювентуса» всех времён. Дель Пьеро также лидер по количеству матчей за «старую синьору». Он занимает десятое место в списке голеадоров Лиги чемпионов УЕФА. В национальной сборной Италии Дель Пьеро делит с Роберто Баджо четвёртое место по количеству голов.
В мае 2025 года Алессандро Дель Пьеро стал обладателем тренерской лицензии от Итальянской федерации футбола

## Детство
Алессандро — второй ребёнок в своей семье. Он родился 9 ноября 1974 года, через девять лет после старшего брата Стефано. Мать футболиста, Бруна, — домохозяйка; отец, Джино, долгое время проработал электриком, скончался в 2001 году. Также Дель Пьеро жил с братом Стефано, который с 2007 года является его агентом, и двумя сёстрами с румынским гражданством.
Подражая известным игрокам 80-х годов Марко ван Бастену и Мишелю Платини, Сандро гонял мяч на заднем дворе родительского дома вместе со своими друзьями: Нельсо, Пьерпаоло и Джованни-Паоло. Все они мечтали стать профессиональными футболистами. Стефано Дель Пьеро также удалось осуществить эту мечту: он играл за «Сампдорию», пока не завершил карьеру ввиду серьёзной травмы. Семья Дель Пьеро жила в обыкновенном сельском доме в Сан-Вендемиано. Наряду с футболом другой страстью юного Алессандро оставались путешествия. Расценивая свои шансы на успешную спортивную карьеру близкими к нулю, он думал о профессии дальнобойщика, что хоть как-то могло компенсировать жажду странствий из-за отсутствия в семье больших денежных средств.
Однако отказываться от футбола Дель Пьеро-младший всё-таки не спешил. Его первой командой стал местный «Сан-Вендемиано», с которым как у Алессандро, так и у его родителей до сих пор связано множество воспоминаний. Именно мать привела семилетнего Алессандро к его первому тренеру — Умберто Престо. Тогда он выступал на позиции голкипера, что также обусловлено выбором матери, которая считала, что так её сын скорее обезопасит себя от вероятной травмы. Однажды Стефано сказал матери: «Разве ты не видишь, какие у Алекса навыки в нападении?» После этого Алекс стал играть в атаке.

## Клубная карьера

### «Падова» — первый профессиональный клуб
В возрасте 13 лет Алессандро Дель Пьеро был замечен скаутами «Падовы». Он покинул родной город с целью продолжить своё футбольное образование в настоящей спортивной школе. В 1991 году он дебютировал в составе местного футбольного клуба. В первом сезоне (1991/92) Дель Пьеро провёл всего 4 игры, во втором (1992/93) — 10, забив первый гол в профессиональной карьере. Это случилось 22 ноября 1992 года в матче против «Тернаны», Дель Пьеро вышел на замену и сделал свой вклад в разгром соперников со счётом 5:0.
Что мне нравилось в Падуе — так это прочная связь со взрослой командой. Мы подчас тренировались вместе со взрослыми игроками первой команды. Более того, над каждым из молодых игроков шефствовал кто-либо из профессионалов. Мне в наставники достался Анджело Ди Ливио. Человек требовательный, порою жёсткий, но очень справедливый и внимательный. Именно Анджело и поставил мне удар, научил бить мимо стенки, давать передачи. Я был очень рад, когда в «Ювентусе» наши дороги снова пересеклись.Алессандро Дель Пьеро

### «Ювентус»

#### Первые успехи в большом футболе
Очень своеобразная манера игры Pinturicchio сразу же приковала к нему внимание общественности. Уже в 1993 году два гранда итальянского футбола, «Ювентус» и «Милан», сделали соответствующие предложения Алессандро. Руководители «Падовы» решили не вмешиваться, понимая, что последнее слово за футболистом, и Дель Пьеро выбрал туринский клуб. Сумма сделки составила 2 млн долларов.
После непродолжительного выступления за юношескую команду Дель Пьеро наконец дебютировал в составе клуба Серии А. Игра состоялась 12 сентября 1993 года против «Фоджи» и завершилась ничьей 1:1. А уже в следующей встрече с «Реджаной» Дель Пьеро оформил свой первый гол. В поединке 28-го тура с «Пармой» Алессандро Дель Пьеро впервые вышел на поле в стартовом составе, отметив это хет-триком. Первый поединок в Кубке Италии с участием Дель Пьеро также завершился со счётом 1:1. 6 октября 1993 года во втором предварительном раунде в Турине в поединке против «Венеции» Алекс на 53-й минуте заменил Зорана Бана. Всего же в сезоне 1993/94 года он провёл 14 матчей (в том числе 11 в лиге), забив пять голов.
Я встретил Алекса в Примавере, и он уже был феноменальным игроком. Он был настолько смел, что мы позволили себе надавить на тренера с целью попробовать его в главной команде. Он обладал прекрасными игровыми характеристиками сродни лишь великим футболистам. Каждый, кто видел его в деле, говорил: «Этот — сможет».Анджело Ди Ливио
Сезон 1994/95 года стал важной вехой в жизни футболиста: проведя в чемпионате 29 игр и забив 8 голов, он завоевал для себя и клуба скудетто. Впоследствии их будет ещё семь: в сезонах 1996/97, 1997/98, 2001/02, 2002/03, 2004/05, 2005/06, 2011/12 годов (титулов 2004/05 и 2005/06 годов «Ювентус» был лишён вследствие коррупционного скандала). Этот же сезон (1994/95) стал для команды переломным во многом потому, что тренера Джованни Траппатони сменил на посту Марчелло Липпи. Это назначение сказалось и на Дель Пьеро, он начал больше появляться в основном составе, тем самым навязал конкуренцию тройке игроков Баджо — Виалли — Раванелли, которые отличались большим количеством забитых голов, и был признан лучшим молодым игроком национального первенства. В связи с этим его хотела купить «Парма», но Марчелло Липпи не отпустил Сандро. Дель Пьеро, в свою очередь, оправдал доверие тренера и забил несколько красивых голов в виртуозном исполнении, другие специалисты начали сравнивать его с Мишелем Платини и Роберто Баджо. Один из его голов сделал его известным за пределами Италии — в матче против «Фиорентины» «Ювентус» сначала проигрывал со счётом 2:0, после «ювентини» забили 2 гола, и Дель Пьеро проходом от центра поля забил победный мяч, в итоге его команда выиграла со счётом 3:2. В Кубке УЕФА Дель Пьеро также забил гол в ворота ЦСКА София, но его команда проиграла со счётом 3:2, тем не менее, УЕФА аннулировал результат встречи и присудил ЦСКА техническое поражение из-за участия в матче незаявленного игрока — Петара Михтарски. В том сезоне «Ювентус» выиграл чемпионат Италии после девятилетнего перерыва. К тому же был выигран ещё и Кубок Италии, лишь Кубок УЕФА не покорился «Старой Синьоре»: в финале они проиграли «Парме». В том сезоне Дель Пьеро сыграл 50 матчей и забил 10 голов. Помимо этого, в последнем матче розыгрыша чемпионата Дель Пьеро впервые вышел на поле в футболке под номером 10, которая до того принадлежала бессменному лидеру «ювентийцев» Роберто Баджо. До десятки у Дель Пьеро не было постоянного номера, так как правило об обязательном закреплении номера за игроком ввели только со следующего сезона.

#### Пик карьеры
В возрасте 22 лет Дель Пьеро, как того требует закон, был призван в ряды национальной армии. Вернувшись спустя 10 месяцев, Сандро заиграл с прежней самоотдачей, и «Ювентусу» наконец-то покорилась Лига чемпионов; там он помог команде в 1/4 финале, забив в ворота мадридского «Реала». Вслед за Лигой чемпионов последовала и победа на Межконтинентальном кубке. Победа над «Ривер Плейтом» сделала «Старую Синьору» сильнейшим клубом на планете, а Дель Пьеро — обладателем «Приза Тойоты» как самого ценного игрока того матча. До него подобного успеха добивался только Мишель Платини. Годом позже «Пинтуриккьо» был признан лучшим игроком Италии. Также он был номинирован на получение «Золотого мяча». В ноябре 1996 года он помог «Ювентусу» пройти в 1/8 финала Лиги чемпионов, забив гол в ворота «Манчестер Юнайтед». 23 февраля 1997 года в матче против «Фиорентины» он забил 50-й гол за «Юве». Также он выиграл Суперкубок УЕФА, забив во 2 матче 2 гола.
Он чуть было второй раз не триумфировал в Лиге чемпионов, но «Юве» потерпел поражение от дортмундской «Боруссии». В чемпионате Дель Пьеро стал обладателем Скудетто и лучшим бомбардиром команды.
Он начал сезон с гола в ворота «Фейеноорда» в Лиге чемпионов, этим он побил рекорд Паоло Росси (11 голов) и приблизился к рекорду Мишеля Платини; 21 сентября в матче против «Брешии» забил первый гол в чемпионате; 1 октября 1997 года в матче против «Манчестер Юнайтед» стал автором самого быстрого гола в истории Лиги чемпионов, забив на 20-й секунде. Он был одним из шести игроков «Ювентуса», которых номинировали на премию «Золотой мяч»; третьем раунде Кубка Италии против «Лечче» забил первый гол в турнире, игра закончилась со счётом 2:0; 6 декабря забил два гола в матче против «Лацио»; 21 декабря оформил хет-трик, забив «Эмполи»; в матче против «Милана», 28 марта, забил дважды; 1 апреля 1998 года, в матче против «Монако» оформил хет-трик, который позволил ему побить рекорд Мишеля Платини по количеству голов в Лиге чемпионов, это сделало его лучшим бомбардиром «Ювентуса» в данном турнире. Он забил 5 голов в групповом этапе и ещё 5 в плей-офф. Он вывел «Юве» в третий финал подряд. Но Дель Пьеро перед самым финалом получил травму. 24 апреля, в матче против «Интера» забил решающий гол, который принёс команде титул чемпиона. За сезон забил 21 гол в Серии А, 10 в Лиге чемпионов и один в Кубке Италии. Уже третий год подряд был включён ESM в команду года и был признан лучшим футболистом Италии.

#### Проблемы с травмами
Сезон 1998/99 начался для Дель Пьеро с гола в матче против «Лацио» в Суперкубке Италии, которого было достаточно для «Ювентуса», чтобы выиграть трофей. Потом он забил гол в дерби Италии против «Интера». Перед самым своим днём рождения, 8 ноября на 92-й минуте матча против «Удинезе», он получил травму. Его лечили хирурги из США, реабилитационный период длился 9 месяцев. Позже «Юве» выиграл Кубок Интертото, но занял седьмое место в Серии А. В скором времени руководство клуба заключило с ним новый пятилетний контракт, тем самым дав понять, что всё ещё рассчитывает на помощь футболиста. Несмотря на внушительные суммы — по контракту 1999 года Алессандро Дель Пьеро получал ежемесячную зарплату в 10 млн лир, что превышало аналогичные показатели таких футболистов, как Роналдо или Кристиан Вьери. Алессандро Дель Пьеро продлил свой контракт с «Ювентусом» до 2010 года. «Это был решающий выбор в моей карьере и в моей жизни, — сказал Алессандро. — „Ювентус“ дал мне многое, и я хочу продолжать побеждать здесь».
Возвращение Алекса после травмы прошло не очень успешно, ситуация также осложнялась приходом нового главного тренера, Карло Анчелотти, а это означало то, что нужно было хорошо зарекомендовать себя перед новым наставником. Сезон начался с гола «Удинезе». Дель Пьеро забил гол в полуфинале Кубка Интертото, а также сделал результативную передачу в финале турнира, в Кубке УЕФА забил гол в матче против «Омонии», чем внёс свою лепту в победу над киприотами с суммарным счётом 10:2. За сезон он отличился 12 точными ударами (9 в чемпионате) и отдал 20 результативных передач.
Алекс забил решающий гол в Неаполе в матче против местного «Наполи», а затем снова выбыл из строя из-за проблем с мышцами. 18 февраля 2001 года в игре против «Бари» Дель Пьеро забил гол, которому радовался со слезами в знак преданности своему отцу, скончавшемуся за несколько дней до того. По итогам сезона «Юве» занял 2 место.

#### Новые успехи
Возвращение Марчелло Липпи на пост тренера «Ювентуса» способствовало дальнейшему росту в карьере Дель Пьеро. В сезоне 2001/02 он забил 21 гол и в конце сезона получил капитанскую повязку. В дебютном матче против «Венеции» два гола забил Трезеге и Але. Вскоре Алекс догнал и превысил рубеж 100 голов в чёрно-белой майке. Также сделал дубль в дерби против «Торино». За всю карьеру Дель Пьеро забил 4 гола в туринском дерби. 23 октября, опять же в Лиге чемпионов, он забил в ворота «Порту», в то время как в чемпионате, 9 декабря, забил «Милану». 31 октября 2001 года он реализовал штрафной, который стал 27-м по счёту голом в еврокубках, Сандро побил рекорд клуба, ранее принадлежавший Роберто Беттеге. В последний день национального первенства, 5 мая 2002 года, благодаря поражению «Интера» со счётом 4:2 в матче против «Лацио» и победе «Ювентуса» со счётом 2:0 над «Удинезе», где Дель Пьеро также забил, он стал чемпионом Италии четвёртый раз в карьере (впервые в качестве капитана). Пара Дель Пьеро и Трезеге была признана самой результативной в Европе.
Он начал сезон 2002/03 лучше всех в чемпионате, с 10 мячами в первые 7 игр за «Ювентус», также он забил два гола в суперкубке. 19 октября 2002 года забил «Интеру» 131 гол за «Ювентус» и сравнялся с Пьетро Анастази. Он сыграл значительную роль для команды в Лиге чемпионов, забив 5 голов. Он отметился и в последнем полуфинале против мадридского «Реала», матч выиграли туринцы. В финале после безголевой ничьи, в серии пенальти «Юве» проиграл «Милану» 2:3. Алекс закончил сезон с титулом лучшего бомбардира «Ювентуса» в Серии А и Лиге чемпионов (вместе с Павлом Недведом).
Дель Пьеро начал новый сезон в Серии А, как и предыдущие два, с азартом: «Ювентус» победил «Эмполи» с разгромным счётом 5:1. В октябре он был представлен седьмой раз в своей карьере как претендент на Золотой мяч. 18 декабря, в Сиене, он забил 150-й гол за «Ювентус» и, месяц спустя, в той же Сиене Алекс оформил четвёртый хет-трик в карьере. Он выиграл Суперкубок Италии с «Ювентусом» после победы в серии послематчевых пенальти над «Миланом», для Сандро это был уже четвёртый подобный трофей. Также он забил гол в проигранном финале Кубка Италии против «Лацио».
В 2005 году Дель Пьеро сформировал весьма результативную связку с Давидом Трезеге. В этом сезоне он уже не был лидером «Юве» и часто оставался на скамейке запасных, в основном из-за покупки Златана Ибрагимовича. Але начал сезон с гола «Юргордену», также забил «Баварии». 9 января забил гол «Ливорно», тем самым побив рекорд Феличе Бореля. 30 января 2005 года забил 167-й гол за Ювентус и достиг рекорда Омара Сивори. 8 мая Алекс ударом через себя отдал голевой пас Давиду Трезеге в матче на «Сан Сиро» против «Милана». Эта победа принесла Алессандро и его команде очередное золото, которое вскоре было отобрано из коллекции «Бьянконери» из-за знаменитого скандала «Кальчополи». Также забил гол «Кальяри». В сезоне Дель Пьеро забил 17 голов.
Сезон 2005/06 начался хорошо для Дель Пьеро, он забил два гола в лиге против «Асколи». В матче против «Ливорно», 6 ноября, он побил рекорд Роберто Беттеги по голам в чемпионате. 10 января 2006 года во втором туре Кубка Италии он забил три гола в ворота «Фиорентины». Эти три гола помогли Дель Пьеро превзойти рекорд Джампьеро Бониперти. 12 февраля 2006 года Алекс забил гол в туринском дерби. Всего за сезон у него на счету было 20 голов, из них три в Лиге чемпионов, пять в Кубке Италии, где он стал лучшим бомбардиром. Он закрыл сезон голом «Реджине». На чемпионат мира в Германию Дель Пьеро попал не без труда, у Марчело Липпи были и другие варианты, но он взял именно Сандро.

#### Сезон в Серии B
Уход лидеров «Ювентуса» вследствие понижения в классе спровоцировал смену поколений: в условиях резкой нехватки кадров шанс заявить о себе получили многие резервисты, в том числе — молодёжь. Итальянские болельщики узнали о таких талантливых игроках, как Федерико Бальцаретти, Клаудио Маркизио, Раффаэле Палладино; набрал оптимальную форму болгарский форвард Валерий Божинов.
Вылет «Ювентуса» в Серию B с 17 очками штрафа был решением по делу относительно «Моджиполи». 23 августа Дель Пьеро забил победный гол в матче Кубка Италии против «Чезены». Первый матч в Серии В «Старая Синьора» провела против «Римини», встреча закончилась со счётом 1:1. 16 сентября Алекс сыграл 500-й матч в карьере (486 в «Ювентусе» и 14 в «Падове»), это он отметил голом в матче против «Виченцы». Стоит добавить, что Сандро забил 200-й гол в «Ювентусе» в игре с «Фрозиноне», новичком Серии В.
20 января 2007 года сыграл 500-й матч за «Ювентус», в честь этого сшили футболку Дель Пьеро 500. Он закрыл счёт голам, оформив дубль в матче против «Ареццо», встреча с которой завершилась со счётом 1:5 в пользу туринцев. За сезон забил 20 голов, что сделало его лучшим бомбардиром Серии В.

#### Возвращение в Серию А
В матче 13 тура чемпионата оформил дубль в матче с «Палермо». 29 ноября 2008 года Алекс забил свой 250-й гол в Серии А в матче 14 тура Серии А в ворота «Реджины». Это произошло на 74-й минуте матча, когда Дель Пьеро реализовал одиннадцатиметровый удар. В марте 2009 года, оформив «дубль» в ворота «Болоньи», Дель Пьеро тем самым забил свои 300-й и 301-й голы в карьере (включая игры за основную и молодёжную сборные). 25 ноября дважды отличился в матче с «Палермо», также забил решающий гол «Лацио». В январе 2008 года он забил 5 голов. 22 марта в матче против «Интера» побил рекорд Гаэтано Ширеа. В матче против «Палермо» сделал дубль, но не спас «Юве» от поражения. 12 апреля забил гол «Милану». Восемь дней спустя забил ещё 3 гола «Аталанте». Также он оформил дубль в матче 38-го тура с «Сампдорией». По итогам сезона стал лучшим бомбардиром Серии А. По данным опроса, проведённого в конце 2008 года телеканалом TG1, он был признан лучшим итальянским спортсменом года.
В сезоне 2008/09 после двух лет перерыва «Юве» играл в Лиге чемпионов, пройдя через предварительный этап. 17 сентября в первом матче группового этапа забил «Зениту» со штрафного с 38 метров, чем принёс победу «Юве» со счётом 1:0. 21 октября в матче Лиги чемпионов забил гол из-за пределов штрафной мадридскому «Реалу». 1 ноября забил в игре чемпионата против «Ромы», матч закончился со счётом 2:0. Также забил в ответном матче Лиги чемпионов против «Реала» 5 ноября на «Сантьяго Бернабеу». 10 марта в матче 1/8 финала Лиги чемпионов в матче против «Челси» забил гол, но на 83-й минуте Дидье Дрогба сравнял счёт. Кроме того, он сыграл свой 115-й матч в еврокубках. 24 мая в матче против «Сиены» Дель Пьеро забил два гола и отдал голевую передачу на Маркизио. 31 мая он получил награду самого узнаваемого игрока сезона. 17 июля продлил контракт с «Ювентусом» до 2011 года.
Травма левой мышцы бедра в середине августа заставила Дель Пьеро пропустить первые 6 игр сезона. Он дебютировал в лиге 27 сентября 2009 года, когда вышел на последней минуте в матче против «Болоньи» (1:1) и преодолел планку 400 выступлений в Серии А. 1 октября у него опять случилось повреждение мышц. Закончил сезон лучшим бомбардиром команды с 11 голами.
Сезон 2010/2011 начался с серии голов в Лиге чемпионов: в первом матче первого квалификационного раунда против «Шемрок Роверс» Дель Пьеро забил с 33 метров. 30 октября в матче против «Милана» «Старая Синьора» выиграла 1:2, а Дель Пьеро снова забил. Оформив дубль в ворота «Катании», Дель Пьеро стал лучшим бомбардиром итальянского футбола по голам за один клуб. Закончил сезон с 11 голами и шестью передачами, став лучшим бомбардиром «Юве» уже девятый раз в карьере.
Новый тренер «Юве», Антонио Конте начал покупать новых игроков, и это вытеснило Сандро из состава. Потом стало известно, что клуб не рассчитывает на своего ветерана. Сезон начался с дебюта на новой арене, «Ювентус Стэдиум». 24 января 2012 года Дель Пьеро забил свой первый гол на новом стадионе в четвертьфинале Кубка Италии против «Ромы», он также забил в полуфинале в матче против «Милана» в Турине, 25 марта на стадионе «Ювентус Стэдиум» он забил свой первый гол в сезоне в Серии А Миланскому «Интеру». 11 апреля, после того, как Вучиничу удалось на последних минутах в матче против «Лацио» забить гол, Дель Пьеро, для которого этот матч был 700-м в «Ювентусе», забил победный мяч. 13 мая 2012 года он сыграл свой последний матч в чемпионате с «Ювентусом» против «Аталанты» и забил 290-й гол в своей карьере за «Юве». В финале Кубка Италии против «Наполи» он вышел в стартовом составе и имел несколько возможностей забить со штрафных, его заменили во втором тайме, но «Ювентус» проиграл со счётом 2:0, причём это было первое поражение команды в сезоне, после матча партнёры по команде Дель Пьеро понесли его на руках. Всего за сезон он провёл 28 матчей и забил 5 голов.

#### Завершение карьеры в «Ювентусе»
В октябре 2011 года Андреа Аньелли, президент «Ювентуса», сказал, что сезон 2011/2012 станет для Дель Пьеро последним в составе «Старой Синьоры». Сам футболист сказал:

Спрашиваете, расстроен ли я? Немного. Вообще такие вещи, как правило, преподносятся несколько по-другому. Несмотря на это, не вижу необходимости, чтобы уточнять что-либо у президента. Сейчас я сосредоточусь на делах команды, но буду подумывать и о своём будущем. Пока же по этому поводу никакого решения я не принял.

30 июня поблагодарил болельщиков в открытом письме, которое написал в день окончания контракта. Летом 2013 года номер «10» был отдан новичку Карлосу Тевесу.

### Межсезонье
После финала Кубка Италии против «Наполи» Дель Пьеро стал свободным агентом. 
Я ещё не решил, где продолжу карьеру, но сомнений в том, что в следующем году я буду играть, нет. Сейчас необходимо сделать оптимальный выбор. Я никогда не смогу играть в Италии за другой клуб, это выше моих принципов.
Алессандро Дель Пьеро
Были слухи, что Дель Пьеро уедет в Таиланд играть за «Муантонг Юнайтед» или в Бразилию играть за «Фламенго». На него претендовали ещё 2 бразильских гранда: «Крузейро» и «Коринтианс». Также у Алекса были предложения от «Сьона», «Селтика», «Олимпиакоса» и «Монреаль Импакт», ещё на него претендовали английские клубы «Ливерпуль» и «Саутгемптон», но ни один клуб не договорился с Сандро. Позже он сказал, что Ноэл Галлахер предложил ему перейти в «Манчестер Сити».

### «Сидней»
В конце трансферного окна Дель Пьеро перешёл в «Сидней». 5 сентября 2012 года с игроком был подписан двухлетний контракт. Он получил 10 номер. 6 октября 2012 года сыграл первый матч за новую команду. Форвард провёл на поле все 90 минут и был близок к взятию ворот в концовке встречи. 13 октября забил гол со штрафного, в игре против «Ньюкасл Юнайтед Джетс», но матч закончился поражением «Сиднея» со счётом 2:3. Также забил победный гол в первом сиднеевском дерби против «Вестерн Сидней Уондерерс», добив мяч в ворота после того, как вратарь отразил пенальти. Также забил с 11-метровой отметки гол в ворота «Перт Глори». 17 ноября сделал дубль в матче против «Брисбен Роар». В матче против «Мельбурн Харт» Дель Пьеро получил травму. 19 января 2013 года забил 4 гола в ворота «Веллингтон Феникс». 21 февраля футболист подтвердил, что останется в клубе и на следующий сезон 2013/14. По итогам сезона «Сидней» занял 7 место и не попал в мини-турнир, победа в котором позволяет играть в Лиге чемпионов АФК. Также Дель Пьеро стал обладателем четырёх наград: лучший футболист клуба, лучший игрок по версии болельщиков, лучший игрок чемпионата Австралии и лучший бомбардир команды. Также вошёл в символическую сборную турнира.

В сентябре Алексу доверили капитанскую повязку. Он сказал: 
Это большая честь для меня, получить капитанскую повязку. Для меня это момент большой гордости, и я обещаю отдать всё, чтобы помочь команде выиграть чемпионат.
Первый гол в новом сезоне был забит в ворота «Ньюкасл Джетс», 11 октября. «Сидней» выиграл 2:0.
В конце апреля 2014 года заявил, что по окончании сезона покинет «Сидней», но не собирается завершать карьеру игрока.
10 августа 2014 года Дель Пьеро с капитанской повязкой вывел команду всех звёзд А-лиги на матч против своего бывшего клуба, «Ювентуса». Игра проходила в Сиднее перед 55-тысячной публикой на стадионе «Австралия». Дель Пьеро под овации был заменён на 63-й минуте матча на Дэвида Уильямса. «Ювентус» на последних минутах забил победный гол и выиграл со счётом 3:2.

### «Дели Дайнамос»
23 августа 2014 года в прессе появились сообщения, что с Дель Пьеро вёл переговоры «Дели Дайнамос», который будет играть в первом сезоне индийской Суперлиги. Его брат, Стефано Дель Пьеро, сказал: 
В течение последних (немногих) недель мы получали предложения от нескольких команд, не только из Индии, но и из других стран. В отношении Алессандро проявляли большой интерес.
 28 августа 2014 года он официально подписал контракт с индийским клубом на четыре месяца. Дель Пьеро дебютировал за «Дели Дайнамос» 14 октября в матче против «Пуна Сити», за который выступал его бывший партнёр по «Ювентусу», Давид Трезеге. Матч завершился безголевой ничьей, а Дель Пьеро получил высокую оценку от экспертов за свою игру. 9 декабря Дель Пьеро забил первый гол за «Дели Дайнамос», итальянец поразил ворота «Ченнай» ударом со штрафного на 53-й минуте матча, игра завершилась вничью 2:2.
В октябре 2015 года, проведя почти год без клуба, Дель Пьеро официально объявил об окончании карьеры и намерении стать тренером.

## Сборная Италии

### Молодёжные сборные
Он начал свою карьеру в сборной с команды до 17 лет и в её составе принял участие в чемпионате мира 1991 года, в котором он сыграл три матча и забил гол в ворота сборной Китая. В 1992 и 1993 годах забил 12 голов в четырнадцати играх с командой до 18 лет. Сандро был в составе команды до 19 лет и выиграл чемпионат Европы среди молодёжи в 1992 и в 1994 годах.

### Национальная сборная
Алессандро Дель Пьеро дебютировал в национальной команде своей страны ещё в 1995 году. Вскоре после этого он был вызван на чемпионат Европы 1996, однако провёл на нём только 45 минут, будучи заменённым в перерыве матча со сборной России.
В 1997 он входил в состав нового главного тренера Чезаре Мальдини на «Турнир Франции», который проходил с 3 по 11 июня. Помимо Италии, на турнире играли Англия, Франция и Бразилия. По итогам турнира он стал лучшим бомбардиром с 3 голами, забив 2 гола сборной Бразилии и гол Франции.
На чемпионате мира по футболу в 1998 году Дель Пьеро играл на групповом этапе против сборной Камеруна и против сборной Австрии.
В 1/8 против сборной Норвегии Сандро заменили на 78-й минуте. В четвертьфинале против Франции он был заменён на 67-й минуте.
На чемпионате Европы в 2000 году Дель Пьеро внёс большой вклад в завоевание сборной серебряных медалей. В матче группового этапа против Швеции он забил победный гол на 88-й минуте игры: прошёл между двух защитников и ударил в угол ворот. В четвертьфинальном матче против Румынии Дель Пьеро вышел на замену, но отличиться не удалось. В финале, против сборной Франции, итальянцы проиграли при том, что до 90-й минуты они вели 1:0: всё изменил гол Сильвена Вильтора, после которого было назначено дополнительное время, Золотой гол забил будущий одноклубник Дель Пьеро, Давид Трезеге.
Следующим крупным турниром Алессандро стал японо-корейский «мундиаль» 2002 года. Именно гол футболиста, проведённый в ворота венгров, помог Италии квалифицироваться на это мировое первенство. В триумфальном первом матче финального турнира против Эквадора Дель Пьеро вошёл в игру на 74 минуте, но в следующем матче против Хорватии он не играл. Мяч, забитый им в ворота сборной Мексики, вывел «Скуадру адзурру» в 1/8 финала, однако на этот раз она не смогла дойти даже до четвертьфинала турнира.
На чемпионате Европы в 2004 году Дель Пьеро играл в 2 матчах. Начав матч против Дании в стартовом составе, он имел несколько хороших возможностей забить гол, но датский голкипер Томас Соренсен отразил все удары. Матч закончился нулевой ничьей. В игре со сборной Швеции Дель Пьеро также не удалось отличиться, а матч снова закончился вничью, 1:1. Голы забили Антонио Кассано и Златан Ибрагимович. Хотя Италия выиграла последний матч против Болгарии, 2:1, после этого турнир для Италии закончился, потому что Дания и Швеция поделили очки в последнем матче.
В первых числах января 2006 года Марчелло Липпи, тренер национальной команды, открыто заявил, что был бы рад видеть Алессандро в заявке сборной на предстоящий «мундиаль». По словам Капелло, Дель Пьеро набрал отличную форму и, как никто другой, заслужил отправиться в Германию. До этого нахождение футболиста в числе 23-х избранных было под вопросом. Причиной этому отчасти служило не слишком удачное выступление в начале квалификационного турнира. Но, набрав хорошую форму к его завершению, Алессандро Дель Пьеро доказал тогда ещё главному тренеру Марчело Липпи, что его претензии на участие в мировом форуме достаточно обоснованны. «Переломным моментом» стал последний матч итальянцев против сборной команды Молдовы, который «Скуадра Адзурра» выиграла со счётом 2:1, тогда как Дель Пьеро был признан главным героем противостояния. Несмотря на то, что он так и не появился в предшествующей игре со словенцами, в матче против Молдовы Алессандро вышел с первых минут и провёл на поле все два тайма. Исполненный им в середине первой половины матча штрафной едва не привёл к голу — мяч попал в перекладину, а успевший на добивание Кристиан Вьери оказался в офсайде. Но именно эта связка игроков, в конце концов, организовала взятие ворот Сергея Пащенко за двадцать минут до финального свистка. Алессандро Дель Пьеро совершил техничный проход в штрафную противника, после чего отдал пас Кристиану Вьери, которому оставалось только не промахнуться. В итоге, обменявшись голами под занавес встречи, соперники закончили игру со счётом 2:1. Италия квалифицировалась на мундиаль с 1 места, опередив сборную Норвегии, ставшую второй, на 5 очков.
В составе сборной Италии на полях чемпионата мира 2006 года Алессандро Дель Пьеро исполнил роль главного козыря в полуфинальном матче с немецкой сборной. Выйдя на поле в дополнительное время, он сумел перевернуть ход событий, забив очень важный гол, который и стал залогом общего успеха. К этому моменту Германия уже проигрывала со счётом 0:1. Во время розыгрыша углового удара защитники выбили мяч точно на Андреа Пирло, который тонким пасом нашёл в штрафной площади «свободного» Фабио Гроссо. Сразу же после этого немцы предприняли попытку отыграться, но пропустили стремительную атаку: Альберто Джилардино доставил мяч Алессандро Дель Пьеро, и тот, выйдя один на один с голкипером, отправил снаряд в дальний верхний угол ворот.

Впоследствии он скажет в интервью информационному агентству «Рейтерс»: 
Это было потрясающе — участвовать в таком матче. Выиграть у них дома. Я не могу описать словами, что я сейчас чувствую. Меня много критиковали, но сегодня я продемонстрировал, что моё желание играть не сравнимо ни с чьим-либо.Алессандро Дель Пьеро
В итоге, одолев в финале мирового первенства французов, итальянцы завоевали долгожданный трофей. Алессандро Дель Пьеро вышел на поле на 86-й минуте матча. Во время серии пенальти, которая была назначена вследствие ничейного результата, он подошёл к мячу четвёртым в своей команде и, не оставив Фабьену Бартезу шансов, сделал счёт 4:2. По иронии судьбы, единственным, кто совершил промах, оказался Давид Трезеге, партнёр Дель Пьеро по нападению в «Ювентусе». После чемпионата мира его спросили:

— Вы никогда не думали закончить свои выступления за национальную сборную?
— Ещё в детстве у меня было две мечты: играть за сборную Италии и «Ювентус». Но пока я буду чувствовать, что в состоянии выступать за обе команды, я буду делать всё, чтобы это продолжалось как можно дольше.
— Из интервью La Gazzetta dello Sport.
Несмотря на вызов в сборную на чемпионат Европы 2008 года, Алессандро Дель Пьеро, как и вся сборная Италии, не смог оправдать возложенных на него надежд. Дель Пьеро сыграл первый матч против Голландии. Матч закончился со счётом 3:0 в пользу голландцев. Алекс сыграл против Румынии с капитанской повязкой, матч закончился вничью 1:1. Дель Пьеро не играл в последнем матче группового этапа, но вышел на замену в четвертьфинале, в котором «Скуадра Адзурра» уступила Испании (основное и дополнительное время матча закончилось безголевой ничьей, тогда как в серии пенальти удача была на стороне пиренейцев — 2:4). 20 августа 2008 года футболист провёл 90-й матч в составе национальной сборной своей страны и стал пятым «адзурри», кому покорилась данная веха.

Планирую завершить свою карьеру в сборной после чемпионата мира 2010 года. Не скрываю, что участие в мировом форуме является одной из моих основных целей. Хотя понимаю, что до 2010 года ещё очень далеко.
— Из интервью Sporting Life.
По окончании своей карьеры профессионального футболиста Алессандро Дель Пьеро планирует стать тренером. В интервью «L’Equipe» он сказал, что на своём веку играл под руководством многих тренеров и перенял у них очень многое. В связи с чем высказывает предположение, что и у него есть чем поделиться с подрастающим поколением.
После Евро Дель Пьеро сыграл всего в 2 матчах сборной. Также он хотел поехать на чемпионат Мира в ЮАР, но Марчелло Липпи не взял его на мундиаль. В 2012 году главный тренер сборной Чезаре Пранделли не исключил попадания Дель Пьеро в заявку на Чемпионат Европы 2012, однако в окончательный состав он так и не попал.

### Матчи Дель Пьеро за сборную Италии
| Матчи и голы Алессандро Дель Пьеро за сборную Италии | Матчи и голы Алессандро Дель Пьеро за сборную Италии | Матчи и голы Алессандро Дель Пьеро за сборную Италии | Матчи и голы Алессандро Дель Пьеро за сборную Италии | Матчи и голы Алессандро Дель Пьеро за сборную Италии | Матчи и голы Алессандро Дель Пьеро за сборную Италии |
| №                                                    | Дата                                                 | Соперник                                             | Счёт                                                 | Голы Дель Пьеро                                      | Соревнование                                         |
| ---------------------------------------------------- | ---------------------------------------------------- | ---------------------------------------------------- | ---------------------------------------------------- | ---------------------------------------------------- | ---------------------------------------------------- |
| 1                                                    | 25 марта 1995                                        | Эстония                                              | 4 : 1                                                | -                                                    | Отборочные матчи ЧЕ-1996                             |
| 2                                                    | 19 июня 1995                                         | Швейцария                                            | 1 : 0                                                | -                                                    | Турнир 100-летия ШФС                                 |
| 3                                                    | 21 июня 1995                                         | Германия                                             | 0 : 2                                                | -                                                    | Турнир 100-летия ШФС                                 |
| 4                                                    | 6 сентября 1995                                      | Словения                                             | 1 : 0                                                | -                                                    | Отборочные матчи ЧЕ-1996                             |
| 5                                                    | 8 октября 1995                                       | Хорватия                                             | 1 : 1                                                | -                                                    | Отборочные матчи ЧЕ-1996                             |
| 6                                                    | 11 ноября 1995                                       | Украина                                              | 3 : 1                                                | -                                                    | Отборочные матчи ЧЕ-1996                             |
| 7                                                    | 15 ноября 1995                                       | Литва                                                | 4 : 0                                                | 1                                                    | Отборочные матчи ЧЕ-1996                             |
| 8                                                    | 24 января 1996                                       | Уэльс                                                | 3 : 0                                                | 1                                                    | Товарищеский матч                                    |
| 9                                                    | 29 мая 1996                                          | Бельгия                                              | 2 : 2                                                | 1                                                    | Товарищеский матч                                    |
| 10                                                   | 1 июня 1996                                          | Венгрия                                              | 2 : 0                                                | -                                                    | Товарищеский матч                                    |
| 11                                                   | 11 июня 1996                                         | Россия                                               | 2 : 1                                                | -                                                    | Финальные матчи ЧЕ-1996                              |
| 12                                                   | 21 января 1997                                       | Северная Ирландия                                    | 2 : 0                                                | 1                                                    | Товарищеский матч                                    |
| 13                                                   | 8 июня 1997                                          | Бразилия                                             | 3 : 3                                                | 2                                                    | Турнир Франции                                       |
| 14                                                   | 11 июня 1997                                         | Франция                                              | 2 : 2                                                | 1                                                    | Турнир Франции                                       |
| 15                                                   | 11 октября 1997                                      | Англия                                               | 0 : 0                                                | -                                                    | Отборочные матчи ЧМ-1998                             |
| 16                                                   | 29 октября 1997                                      | Россия                                               | 1 : 1                                                | -                                                    | Отборочные матчи ЧМ-1998                             |
| 17                                                   | 15 ноября 1997                                       | Россия                                               | 1 : 0                                                | -                                                    | Отборочные матчи ЧМ-1998                             |
| 18                                                   | 28 января 1998                                       | Словакия                                             | 3 : 0                                                | 1                                                    | Товарищеский матч                                    |
| 19                                                   | 22 апреля 1998                                       | Парагвай                                             | 3 : 1                                                | -                                                    | Товарищеский матч                                    |
| 20                                                   | 17 июня 1998                                         | Камерун                                              | 3 : 0                                                | -                                                    | Финальные матчи ЧМ-1998                              |
| 21                                                   | 23 июня 1998                                         | Австрия                                              | 2 : 1                                                | -                                                    | Финальные матчи ЧМ-1998                              |
| 22                                                   | 27 июня 1998                                         | Норвегия                                             | 1 : 0                                                | -                                                    | Финальные матчи ЧМ-1998                              |
| 23                                                   | 3 июля 1998                                          | Франция                                              | 0 : 0                                                | -                                                    | Финальные матчи ЧМ-1998                              |
| 24                                                   | 5 сентября 1998                                      | Уэльс                                                | 2 : 0                                                | -                                                    | Отборочные матчи ЧЕ-2000                             |
| 25                                                   | 10 октября 1998                                      | Швейцария                                            | 2 : 0                                                | 2                                                    | Отборочные матчи ЧЕ-2000                             |
| 26                                                   | 9 октября 1999                                       | Беларусь                                             | 0 : 0                                                | -                                                    | Отборочные матчи ЧЕ-2000                             |
| 27                                                   | 13 ноября 1999                                       | Бельгия                                              | 1 : 3                                                | -                                                    | Товарищеский матч                                    |
| 28                                                   | 23 февраля 2000                                      | Швеция                                               | 1 : 0                                                | 1                                                    | Товарищеский матч                                    |
| 29                                                   | 29 марта 2000                                        | Испания                                              | 0 : 2                                                | -                                                    | Товарищеский матч                                    |
| 30                                                   | 3 июня 2000                                          | Норвегия                                             | 0 : 1                                                | -                                                    | Товарищеский матч                                    |
| 31                                                   | 11 июня 2000                                         | Турция                                               | 2 : 1                                                | -                                                    | Финальные матчи ЧЕ-2000                              |
| 32                                                   | 14 июня 2000                                         | Бельгия                                              | 2 : 0                                                | -                                                    | Финальные матчи ЧЕ-2000                              |
| 33                                                   | 19 июня 2000                                         | Швеция                                               | 2 : 1                                                | 1                                                    | Финальные матчи ЧЕ-2000                              |
| 34                                                   | 24 июня 2000                                         | Румыния                                              | 2 : 0                                                | -                                                    | Финальные матчи ЧЕ-2000                              |
| 35                                                   | 29 июня 2000                                         | Нидерланды                                           | 0 : 0                                                | -                                                    | Финальные матчи ЧЕ-2000                              |
| 36                                                   | 2 июля 2000                                          | Франция                                              | 1 : 2                                                | -                                                    | Финальные матчи ЧЕ-2000                              |
| 37                                                   | 3 сентября 2000                                      | Венгрия                                              | 2 : 2                                                | -                                                    | Отборочные матчи ЧМ-2002                             |
| 38                                                   | 7 октября 2000                                       | Румыния                                              | 3 : 0                                                | -                                                    | Отборочные матчи ЧМ-2002                             |
| 39                                                   | 11 октября 2000                                      | Грузия                                               | 2 : 0                                                | 2                                                    | Отборочные матчи ЧМ-2002                             |
| 40                                                   | 15 ноября 2000                                       | Англия                                               | 1 : 0                                                | -                                                    | Товарищеский матч                                    |
| 41                                                   | 24 марта 2001                                        | Румыния                                              | 2 : 0                                                | -                                                    | Отборочные матчи ЧМ-2002                             |
| 42                                                   | 28 марта 2001                                        | Литва                                                | 4 : 0                                                | 2                                                    | Отборочные матчи ЧМ-2002                             |
| 43                                                   | 2 июня 2001                                          | Грузия                                               | 2 : 1                                                | -                                                    | Отборочные матчи ЧМ-2002                             |
| 44                                                   | 1 сентября 2001                                      | Литва                                                | 0 : 0                                                | -                                                    | Отборочные матчи ЧМ-2002                             |
| 45                                                   | 6 октября 2001                                       | Венгрия                                              | 1 : 0                                                | 1                                                    | Отборочные матчи ЧМ-2002                             |
| 46                                                   | 7 ноября 2001                                        | Япония                                               | 1 : 1                                                | -                                                    | Товарищеский матч                                    |
| 47                                                   | 13 февраля 2002                                      | США                                                  | 1 : 0                                                | 1                                                    | Товарищеский матч                                    |
| 48                                                   | 13 февраля 2002                                      | Уругвай                                              | 1 : 1                                                | -                                                    | Товарищеский матч                                    |
| 49                                                   | 18 мая 2002                                          | Чехия                                                | 0 : 1                                                | -                                                    | Товарищеский матч                                    |
| 50                                                   | 3 июня 2002                                          | Эквадор                                              | 2 : 0                                                | -                                                    | Финальные матчи ЧМ-2002                              |
| 51                                                   | 13 июня 2002                                         | Мексика                                              | 1 : 1                                                | 1                                                    | Финальные матчи ЧМ-2002                              |
| 52                                                   | 18 июня 2002                                         | Республика Корея                                     | 1 : 2                                                | -                                                    | Финальные матчи ЧМ-2002                              |
| 53                                                   | 21 августа 2002                                      | Словения                                             | 0 : 1                                                | -                                                    | Товарищеский матч                                    |
| 54                                                   | 7 сентября 2002                                      | Азербайджан                                          | 2 : 0                                                | 1                                                    | Отборочные матчи ЧЕ-2004                             |
| 55                                                   | 12 октября 2002                                      | Югославия                                            | 1 : 1                                                | 1                                                    | Отборочные матчи ЧЕ-2004                             |
| 56                                                   | 16 октября 2002                                      | Уэльс                                                | 1 : 2                                                | 1                                                    | Отборочные матчи ЧЕ-2004                             |
| 57                                                   | 20 ноября 2002                                       | Турция                                               | 1 : 1                                                | -                                                    | Товарищеский матч                                    |
| 58                                                   | 11 июня 2003                                         | Финляндия                                            | 2 : 0                                                | 1                                                    | Отборочные матчи ЧЕ-2004                             |
| 59                                                   | 20 августа 2003                                      | Германия                                             | 1 : 0                                                | -                                                    | Товарищеский матч                                    |
| 60                                                   | 6 сентября 2003                                      | Уэльс                                                | 4 : 0                                                | 1                                                    | Отборочные матчи ЧЕ-2004                             |
| 61                                                   | 11 сентября 2003                                     | Сербия и Черногория                                  | 1 : 1                                                | -                                                    | Отборочные матчи ЧЕ-2004                             |
| 62                                                   | 18 февраля 2004                                      | Чехия                                                | 2 : 2                                                | -                                                    | Товарищеский матч                                    |
| 63                                                   | 20 мая 2004                                          | Тунис                                                | 4 : 0                                                | -                                                    | Товарищеский матч                                    |
| 64                                                   | 14 июня 2004                                         | Дания                                                | 0 : 0                                                | -                                                    | Финальные матчи ЧЕ-2004                              |
| 65                                                   | 18 июня 2004                                         | Швеция                                               | 1 : 1                                                | -                                                    | Финальные матчи ЧЕ-2004                              |
| 66                                                   | 22 июня 2004                                         | Болгария                                             | 2 : 1                                                | -                                                    | Финальные матчи ЧЕ-2004                              |
| 67                                                   | 8 сентября 2004                                      | Молдова                                              | 1 : 0                                                | 1                                                    | Отборочные матчи ЧМ-2006                             |
| 68                                                   | 17 августа 2005                                      | Ирландия                                             | 2 : 1                                                | -                                                    | Товарищеский матч                                    |
| 69                                                   | 12 октября 2005                                      | Молдова                                              | 2 : 1                                                | -                                                    | Отборочные матчи ЧМ-2006                             |
| 70                                                   | 12 ноября 2005                                       | Нидерланды                                           | 3 : 1                                                | -                                                    | Товарищеский матч                                    |
| 71                                                   | 16 ноября 2005                                       | Кот-д’Ивуар                                          | 1 : 1                                                | -                                                    | Товарищеский матч                                    |
| 72                                                   | 1 марта 2006                                         | Германия                                             | 4 : 1                                                | 1                                                    | Товарищеский матч                                    |
| 73                                                   | 31 мая 2006                                          | Швейцария                                            | 1 : 1                                                | -                                                    | Товарищеский матч                                    |
| 74                                                   | 2 июня 2006                                          | Украина                                              | 0 : 0                                                | -                                                    | Товарищеский матч                                    |
| 75                                                   | 12 июня 2006                                         | Гана                                                 | 2 : 0                                                | -                                                    | Финальные матчи ЧМ-2006                              |
| 76                                                   | 17 июня 2006                                         | США                                                  | 1 : 1                                                | -                                                    | Финальные матчи ЧМ-2006                              |
| 77                                                   | 26 июня 2006                                         | Австралия                                            | 1 : 0                                                | -                                                    | Финальные матчи ЧМ-2006                              |
| 78                                                   | 4 июля 2006                                          | Германия                                             | 2 : 0                                                | 1                                                    | Финальные матчи ЧМ-2006                              |
| 79                                                   | 9 июля 2006                                          | Франция                                              | 1 : 1                                                | -                                                    | Финальные матчи ЧМ-2006                              |
| 80                                                   | 7 октября 2006                                       | Украина                                              | 2 : 0                                                | -                                                    | Отборочные матчи ЧЕ-2008                             |
| 81                                                   | 28 марта 2007                                        | Шотландия                                            | 2 : 0                                                | -                                                    | Отборочные матчи ЧЕ-2008                             |
| 82                                                   | 2 июня 2007                                          | Фарерские острова                                    | 2 : 1                                                | -                                                    | Отборочные матчи ЧЕ-2008                             |
| 83                                                   | 6 июня 2007                                          | Литва                                                | 2 : 0                                                | -                                                    | Отборочные матчи ЧЕ-2008                             |
| 84                                                   | 22 августа 2007                                      | Венгрия                                              | 1 : 3                                                | -                                                    | Товарищеский матч                                    |
| 85                                                   | 8 сентября 2007                                      | Франция                                              | 2 : 0                                                | -                                                    | Отборочные матчи ЧЕ-2008                             |
| 86                                                   | 30 мая 2008                                          | Бельгия                                              | 3 : 1                                                | -                                                    | Товарищеский матч                                    |
| 87                                                   | 9 июня 2008                                          | Нидерланды                                           | 0 : 3                                                | -                                                    | Финальные матчи ЧЕ-2008                              |
| 88                                                   | 13 июня 2008                                         | Румыния                                              | 1 : 1                                                | -                                                    | Финальные матчи ЧЕ-2008                              |
| 89                                                   | 22 июня 2008                                         | Испания                                              | 0 : 0                                                | -                                                    | Финальные матчи ЧЕ-2008                              |
| 90                                                   | 20 августа 2008                                      | Австрия                                              | 2 : 2                                                | -                                                    | Товарищеский матч                                    |
| 91                                                   | 10 сентября 2008                                     | Грузия                                               | 2 : 0                                                | -                                                    | Отборочные матчи ЧМ-2010                             |

Итого: 91 матч / 27 голов; 51 победа, 29 ничьих, 11 поражений.

## Стиль игры
Дель Пьеро наиболее известен тем, что он никогда не играет прямолинейно, именно из-за своего уникального стиля он стал звездой. Его штрафной удар и пенальти ценятся одинаково высоко. Как говорил сам Дель Пьеро, его научил этому в Падуе Анджело Ди Ливио. Площадкой, откуда Дель Пьеро забивает голы, является зона перед штрафной площадью, которую иногда называют «Зоной Дель Пьеро». Также Дель Пьеро хороший диспетчер, он может одинаково точно дать пас как низом, так и верхом. Одна из самых сильных сторон Дель Пьеро как футболиста — его универсальность, что позволяет ему играть на различных атакующих позициях. Он также может сыграть роль плеймейкера в центре поля. В схемах Марчелло Липпи, тренера «Ювентуса», Дель Пьеро был частью атаки-трезубца вместе с ветеранами Джанлукой Виалли и Фабрицио Раванелли. После этого он играл в тандеме с Зинедином Зиданом под Филиппо Индзаги. Так как стиль игры «Юве» изменился после второго прихода Липпи, начиная с 2001 года, Дель Пьеро стал играть вместе с Павлом Недведом в полузащите под Давидом Трезеге. Сандро славится исполнением стандартов. Он забил 62 гола с пенальти и 42 гола со штрафных. Аргентинский футболист Диего Марадона сказал: 
Отношение к игре у Дель Пьеро и стиль игры отличается от Зинедина Зидана. Он любит играть, он чувствует это в своей душе. Между ним и французом, я выбираю его.

Дель Пьеро хорошо характеризуют слова датского критика и футбольного эксперта, Ханса Йоргена Нильсона: 
Есть три категории игроков: Первые — видят моменты, которые видны и зрителям на трибунах, и, забив гол, они получают удовлетворение от проделанной работы. Вторые — помогают увидеть партнёрам моменты, которые они бы и сами увидели, если бы были чуточку внимательнее, и после гола они испытывают душевное спокойствие, наполняются энтузиазмом. И есть третья категория игроков, которые создают моменты там, где их, по идее, быть не может.

### «Гол Дель Пьеро»
В свои ранние годы в «Ювентусе» Дель Пьеро часто забивал с левого угла штрафной площади. За это голы, которые забивались с этой дистанции, были названы спортивной прессой «голами Дель Пьеро». После 1996 года он забил ещё больше голов в манере Дель Пьеро, делая этот термин более распространённым, также термин используется при описании сильного удара. Празднуя гол, он часто высовывает язык.

## Награды и достижения

### Командные
«Ювентус»
- Чемпион Италии Серия A (6): 1994/95, 1996/97, 1997/98, 2001/02, 2002/03, (2004/05, 2005/2006 отобраны), 2011/12
- Чемпион Италии Серии B: 2006/07
- Обладатель Кубка Италии: 1994/95
- Обладатель Суперкубка Италии (4): 1995/96, 1996/97, 2001/02, 2002/03
- Победитель Лиги чемпионов: 1995/96
- Обладатель Суперкубка УЕФА: 1996
- Победитель Кубка Интертото: 1999
- Обладатель Межконтинентального кубка: 1996
- Итого: 16 трофеев

Сборная Италии
- Чемпион мира: 2006
- Вице-чемпион Европы: 2000

Сборная Италии (до 21 года)
- Чемпион Европы (до 21 года) (2): 1994, 1996

### Личные
- Обладатель трофея «Браво»: 1996
- Спортсмен года в Италии: 2008
- Итальянский футболист года (2): 1998, 2008
- Лучший бомбардир Лиги чемпионов УЕФА: 1998
- Лучший бомбардир Кубка Италии: 2006
- Лучший бомбардир чемпионата Италии: 2007/08
- Лучший бомбардир Серии B: 2006/07
- Обладатель премии Golden Foot: 2007
- Входит в состав символической сборной Европы по версии ESM (3): 1995/96, 1996/97, 1997/98
- Входит в список ФИФА 100
- Лауреат премии Гаэтано Ширеа: 2008
- Рекордсмен «Ювентуса» по количеству сыгранных матчей и забитых голов
- Обладатель кубка «Бирра Моретти»
- Включён в список величайших футболистов XX века по версии журнала World Soccer
- Премия Globe Soccer Awards за выдающуюся карьеру: 2011
- Дель Пьеро принадлежит уникальное достижение: он забивал хотя бы один гол на протяжении 20 сезонов чемпионата Италии[218]
- Лучший игрок чемпионата Австралии: 2013
- Игрок года «Сиднея»: 2013
- Введён в Зал славы итальянского футбола

Государственные
- Кавалер ордена «За заслуги перед Итальянской Республикой» 2000[219]
- Золотая цепь за спортивные заслуги[220]
- Офицер ордена «За заслуги перед Итальянской Республикой» 2006[221]

## Статистика выступлений

### Клубная карьера
| Клуб             | Сезон            | Лига | Лига | Кубки | Кубки | Еврокубки | Еврокубки | Прочие | Прочие | Итого | Итого |
| Клуб             | Сезон            | Игры | Голы | Игры  | Голы  | Игры      | Голы      | Игры   | Голы   | Игры  | Голы  |
| ---------------- | ---------------- | ---- | ---- | ----- | ----- | --------- | --------- | ------ | ------ | ----- | ----- |
| Падова           | 1991/92          | 4    | 0    | 0     | 0     | -         | -         | 0      | 0      | 4     | 0     |
| Падова           | 1992/93          | 10   | 1    | 0     | 0     | -         | -         | 0      | 0      | 10    | 1     |
| Падова           | Итого            | 14   | 1    | 0     | 0     | 0         | 0         | 0      | 0      | 14    | 1     |
| Ювентус          | 1993/94          | 11   | 5    | 1     | 0     | 2         | 0         | 0      | 0      | 14    | 5     |
| Ювентус          | 1994/95          | 29   | 8    | 10    | 1     | 11        | 1         | 0      | 0      | 50    | 10    |
| Ювентус          | 1995/96          | 29   | 6    | 2     | 1     | 11        | 6         | 1      | 0      | 43    | 13    |
| Ювентус          | 1996/97          | 22   | 8    | 4     | 0     | 6         | 4         | 3      | 3      | 35    | 15    |
| Ювентус          | 1997/98          | 32   | 21   | 4     | 1     | 10        | 10        | 1      | 0      | 47    | 32    |
| Ювентус          | 1998/99          | 8    | 2    | 1     | 0     | 4         | 0         | 1      | 1      | 14    | 3     |
| Ювентус          | 1999/00          | 34   | 9    | 2     | 1     | 9         | 2         | 0      | 0      | 45    | 12    |
| Ювентус          | 2000/01          | 25   | 9    | 2     | 0     | 6         | 0         | 0      | 0      | 33    | 9     |
| Ювентус          | 2001/02          | 32   | 16   | 4     | 1     | 10        | 4         | 0      | 0      | 46    | 21    |
| Ювентус          | 2002/03          | 24   | 16   | 0     | 0     | 13        | 5         | 1      | 2      | 38    | 23    |
| Ювентус          | 2003/04          | 22   | 8    | 4     | 3     | 4         | 3         | 1      | 0      | 31    | 14    |
| Ювентус          | 2004/05          | 30   | 14   | 1     | 0     | 10        | 3         | 0      | 0      | 41    | 17    |
| Ювентус          | 2005/06          | 33   | 12   | 4     | 5     | 7         | 3         | 1      | 0      | 45    | 20    |
| Ювентус          | 2006/07          | 35   | 20   | 2     | 3     | -         | -         | 0      | 0      | 37    | 23    |
| Ювентус          | 2007/08          | 37   | 21   | 4     | 3     | 0         | 0         | 0      | 0      | 41    | 24    |
| Ювентус          | 2008/09          | 31   | 13   | 3     | 2     | 9         | 6         | 0      | 0      | 43    | 21    |
| Ювентус          | 2009/10          | 23   | 9    | 1     | 2     | 5         | 0         | 0      | 0      | 29    | 11    |
| Ювентус          | 2010/11          | 33   | 8    | 2     | 0     | 10        | 3         | 0      | 0      | 45    | 11    |
| Ювентус          | 2011/12          | 23   | 3    | 5     | 2     | 0         | 0         | 0      | 0      | 28    | 5     |
| Ювентус          | Итого            | 513  | 208  | 56    | 25    | 127       | 50        | 9      | 6      | 705   | 289   |
| Сидней           | 2012/13          | 24   | 14   | 0     | 0     | -         | -         | 0      | 0      | 24    | 14    |
| Сидней           | 2013/14          | 24   | 10   | 0     | 0     | -         | -         | 0      | 0      | 24    | 10    |
| Сидней           | Итого            | 48   | 24   | 0     | 0     | 0         | 0         | 0      | 0      | 48    | 24    |
| Дели Дайнамос    | 2014             | 10   | 1    | 0     | 0     | -         | -         | 0      | 0      | 10    | 1     |
| Дели Дайнамос    | Итого            | 10   | 1    | 0     | 0     | 0         | 0         | 0      | 0      | 10    | 1     |
| Всего за карьеру | Всего за карьеру | 585  | 234  | 56    | 25    | 127       | 50        | 9      | 6      | 777   | 315   |

Источники:
- В чемпионате Статистика с 1991 по 2011.
- Статистика для всех турниров. alessandrodelpiero.com. Архивировано 21 ноября 2012 года.

### Выступления за сборную
| Сборная          | Год              | Отборочные матчи ЧМ | Отборочные матчи ЧМ | Финальные матчи ЧМ | Финальные матчи ЧМ | Отборочные матчи ЧЕ | Отборочные матчи ЧЕ | Финальные матчи ЧЕ | Финальные матчи ЧЕ | Товарищеские матчи | Товарищеские матчи | Итого | Итого |
| Сборная          | Год              | Игры                | Голы                | Игры               | Голы               | Игры                | Голы                | Игры               | Голы               | Игры               | Голы               | Игры  | Голы  |
| ---------------- | ---------------- | ------------------- | ------------------- | ------------------ | ------------------ | ------------------- | ------------------- | ------------------ | ------------------ | ------------------ | ------------------ | ----- | ----- |
| Италия           | 1995             | -                   | -                   | -                  | -                  | 5                   | 1                   | -                  | -                  | 2                  | 0                  | 7     | 1     |
| Италия           | 1996             | 0                   | 0                   | -                  | -                  | -                   | -                   | 1                  | 0                  | 3                  | 2                  | 4     | 2     |
| Италия           | 1997             | 3                   | 0                   | -                  | -                  | -                   | -                   | -                  | -                  | 3                  | 4                  | 6     | 4     |
| Италия           | 1998             | -                   | -                   | 4                  | 0                  | 2                   | 2                   | -                  | -                  | 2                  | 1                  | 8     | 3     |
| Италия           | 1999             | -                   | -                   | -                  | -                  | 1                   | 0                   | -                  | -                  | 1                  | 0                  | 2     | 0     |
| Италия           | 2000             | 3                   | 2                   | -                  | -                  | -                   | -                   | 6                  | 1                  | 4                  | 1                  | 13    | 4     |
| Италия           | 2001             | 5                   | 3                   | -                  | -                  | -                   | -                   | -                  | -                  | 1                  | 0                  | 6     | 3     |
| Италия           | 2002             | -                   | -                   | 3                  | 1                  | 3                   | 3                   | -                  | -                  | 5                  | 1                  | 11    | 5     |
| Италия           | 2003             | -                   | -                   | -                  | -                  | 3                   | 2                   | -                  | -                  | 1                  | 0                  | 4     | 2     |
| Италия           | 2004             | 1                   | 1                   | -                  | -                  | -                   | -                   | 3                  | 0                  | 2                  | 0                  | 6     | 1     |
| Италия           | 2005             | 1                   | 0                   | -                  | -                  | -                   | -                   | -                  | -                  | 3                  | 0                  | 4     | 0     |
| Италия           | 2006             | -                   | -                   | 5                  | 1                  | 1                   | 0                   | -                  | -                  | 3                  | 1                  | 9     | 2     |
| Италия           | 2007             | -                   | -                   | -                  | -                  | 4                   | 0                   | -                  | -                  | 1                  | 0                  | 5     | 0     |
| Италия           | 2008             | 1                   | 0                   | -                  | -                  | -                   | -                   | 3                  | 0                  | 2                  | 0                  | 6     | 0     |
| Всего за карьеру | Всего за карьеру | 14                  | 6                   | 12                 | 2                  | 19                  | 8                   | 13                 | 1                  | 33                 | 10                 | 91    | 27    |

Источники:
- Статистика. alessandrodelpiero.com. Архивировано 21 ноября 2012 года.

## Личная жизнь
12 июня 2005 года Дель Пьеро женился на Соне Аморузо, сестре своего бывшего партнёра по «Ювентусу» Николы Аморузо, с которой футболист встречался с 1999 года. 22 октября 2007 года в больнице Святой Анны в Турине Соня родила сына Тобиаса, 4 мая 2009 года дочь Доротею, а 28 декабря 2010 года второго сына Сашу.
Дель Пьеро является поклонником группы «Oasis» и другом её лидера Ноэла Галлахера. Среди друзей Дель Пьеро и итальянский певец Эрос Рамаццотти. Дель Пьеро умеет танцевать, и со своим другом и бывшим тренером Анджело Ди Ливио он открыл частный танцпол. Помимо футбола Дель Пьеро любит играть в баскетбол (его любимыми командами являются «Чикаго Буллз» и «Лос-Анджелес Лейкерс»), волейбол и гольф. По данным опроса, который проводился компанией «Panini» в 2009 году, Дель Пьеро был признан самым любимым игроком Серии А. В 2006 году на церемонии открытия XX зимних Олимпийских игр в Турине нёс олимпийский огонь. Дель Пьеро ценят за его человеческие качества. По словам редактора «La Gazetta dello Sport» Алекса всегда отличало спокойствие и чувство ответственности.
Является владельцем гоночной команды, которая выступает в гонке «24 часа Ле-Мана».
В марте 2018 года открыл ресторан в Лос-Анджелесе под названием No. 10 — отсылка к его игровому номеру.

## Вне спорта

### Благотворительность
29 мая 1998 года он выставил свою майку под номером 10 на аукцион, она была продана за 5,2 миллионов лир с целью помочь фонду «Дети в чрезвычайных обстоятельствах» под председательством Мино Дамато, а также для строительства школы и дома для брошенных и обездоленных детей. В 2006 году он использовал свою прибыль на исследования рака и был поощрён Президентом Республики и Итальянской ассоциации по исследованию рака (AIRC). В мае 2008 года он участвовал в турнире по гольфу, организованном Джанлукой Виалли, чтобы собрать средства для исследования бокового амиотрофического склероза. 18 мая 2009 года вместе с Национальным союзом итальянских певцов спел на «Стадио Олимпико». Все деньги пошли на благотворительность. Также он помог девочке, которая была в коме. Он отправил ей аудиозапись: 
Привет, Джада, это Алессандро Дель Пьеро. Надеюсь, что ты проснёшься и вернёшься к нам ко всем как можно скорее, чтобы смотреть игры «Ювентуса».
В ноябре 2008 года вместе с Дженнаро Гаттузо и Хавьером Санетти он участвовал в проекте, цель которого — способствование итальянской ассоциации по исследованию рака в сотрудничестве с «Lega Calcio» и «Telecom Italia Mobile». 1 апреля 2011 года начался проект Ale10friendsforJapan, который заключался в создании веб-сайта для продажи с целью помочь людям, пострадавшим от землетрясения и цунами в Японии 2011 года. Проект продолжался до 13 сентября 2011 года, было собрано 303880 долларов (около 221438 евро).
21 июля 2012 года Дель Пьеро отправился в Касиму для того, чтобы принять участие в специальном благотворительном матче. В нём Дель Пьеро отметился голом.

### Телевидение
Дель Пьеро также известен своим чувством юмора и является популярным гостем на итальянских шоу, таких как «Paperissima», «Striscia la notizia» и «Che tempo che fa». Он участвовал в шоу «La sai l’ultima di Totti», комедии, созданной его другом, капитаном «Ромы» Франческо Тотти, в нём участвовали также товарищ Алекса по сборной, защитник Алессандро Неста и партнёр по «Ювентусу» Джанлуиджи Буффон. В данном шоу футболисты рассказывали анекдоты друг о друге и шутили на тему футбола. Во время кубка Конфедераций 2013 года комментировал матчи сборной Италии.

### Реклама
Дель Пьеро снялся во многих рекламных роликах.
Он появился на обложке видеоигры «FIFA 2004», итальянской версии ЧМ-2006 и «Pro Evolution Soccer 2010», снимался в рекламе таких брендов, как «Adidas», «Bliss», «Suzuki», «Cepu», «Walt Disney», «Pepsi», «Fiat», «Uliveto» и «Upper Deck». С 2004 года вместе с Кристиной Чиаботто принимает участие в рекламных роликах минеральной воды «Rocchetta».